# Vox Media
Vox Media Inc. — американская компания, занимающаяся цифровым медиа, владеющая восемью редакционными брендами: SB Nation, The Verge, Polygon, Curbed, Eater, Racked, Vox и Recode. Все сайты Vox Media построены на Chorus, собственной проприетарной платформе цифровой публикации.
Штаб-квартиры Vox Media, Inc. находится в Вашингтоне и Нью-Йорке, компания имеет офисы в Лос-Анджелесе, Чикаго, Остине и Сан-Франциско. По состоянию на 2010 объединяет 300 сайтов с 400 оплачиваемыми авторами.